# Jöns Jacob Berzelius
Baron Jöns Jacob Berzelius (on sám a jeho současníci ho nazývali pouze Jacob Berzelius; 20. srpna 1779 – 7. srpna 1848 Stockholm) byl švédský chemik. Spolu s Robertem Boylem, Johnem Daltonem a Antoinem Lavoisierem je považován za otce moderní chemie. Berzelius se v roce 1808 stal členem Královské švédské akademie věd a od roku 1818 působil jako její hlavní funkcionář. Ve Švédsku je známý jako „otec švédské chemie“. Na jeho počest se 20. srpna slaví Berzeliův den.

## Život
Narodil se v malé vesnici  Väversunda na břehu jezera Takern v jižním Švédsku. Jako čtyřletý ztratil otce, který byl učitelem v Linköpingu. Matka se znovu provdala, ale tři roky po sňatku zemřela a vychovával ho otčím, pastor Anders Ekmark.  Roku 1797 začal studovat lékařství  na univerzitě v Uppsale. Během studií vypomáhal v laboratoři, kde mohl provádět různé chemické pokusy. Východiskem jeho práce se staly poznatky oxidační chemie  Antoina Lavoisera. V rámci své diplomové práce ve svých lékařských studiích zkoumal  studniční vody a vliv elektrického proudu na několik nemocí. Promoval v roce 1802 a začal vykonávat lékařskou praxi poblíž Stockholmu. Chemik a fyzik Wilhelm Hisinger mu  poskytl laboratoř k experimentům.  

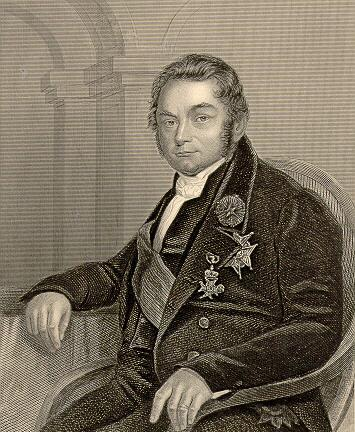
Jöns Jacob Berzelius

V roce 1807 byl Berzelius jmenován profesorem chemie a farmacie na nově vzniklém lékařském ústavu ve Stockholmu (pozdější Institut Karolinska). V následujícím roce byl zvolen členem Švédské královské akademie věd a od roku  1818 zastával funkci sekretáře.
Berzelius  od mládí trpěl migrénami a v důsledku přepracování se v roce 1818 nervově zhroutil. Na doporučení lékařů si vzal dovolenou a cestoval po Evropě. Navazoval kontakty s vědci v Anglii, Francii, Německu. Do západočeských lázní jezdil od roku 1822 nejen za účelem léčby, ale podílel se i na výzkumech českých přírodovědců. 
V roce 1832 se vzdal profesury, aby se mohl více věnovat práci v laboratoři. V roce 1835 se ve věku 56 let oženil s Elizabeth Poppiusovou, o třicet let mladší dcerou  vládního rady. Manželství bylo bezdětné. V roce 1835 mu byl udělen šlechtický titul baron. Berzelius zaměstnával od roku 1808 jako hospodyni Annu Sundströmovou, která se účastnila také jako asistentka pokusů v jeho laboratoři a během let získala značné znalosti z chemie. Když se Berzelius oženil, Sundströmová jeho domácnost opustila. Bývá nazývána první švédskou chemičkou.
V roce 1845 musel opustit laboratoř, protože postupně ztrácel čich. V roce 1847 začal pociťovat bolesti páteře a nakonec ochrnul na obě nohy.  Zemřel 7. srpna 1848 ve svém domě ve Stockholmu, kde žil od roku 1806.  Je pohřben na hřbitově v Solně.

## Dílo
Již v roce 1814 vyvinul metodologii organické elementární analýzy a také představil nový mineralogický systém. Vymyslel moderní chemické značky prvků, jejichž názvy odvodil z latiny a řečtiny, například O pro kyslík, Fe pro železo. Téměř stejný systém se používá dnes s malou změnou. V originále byl použit horní index místo dolního (H2O místo H2O). Kromě návrhu chemického názvosloví určil složení více než dvou tisíc chemických sloučenin a vyvodil relativní atomové hmotnosti 45 chemických prvků. Mezi dalšími prvky identifikoval křemík, selen, thorium, cer. Jeho studenti pak lithium a vanad. Jeho symbolika se používá v chemii dodnes.

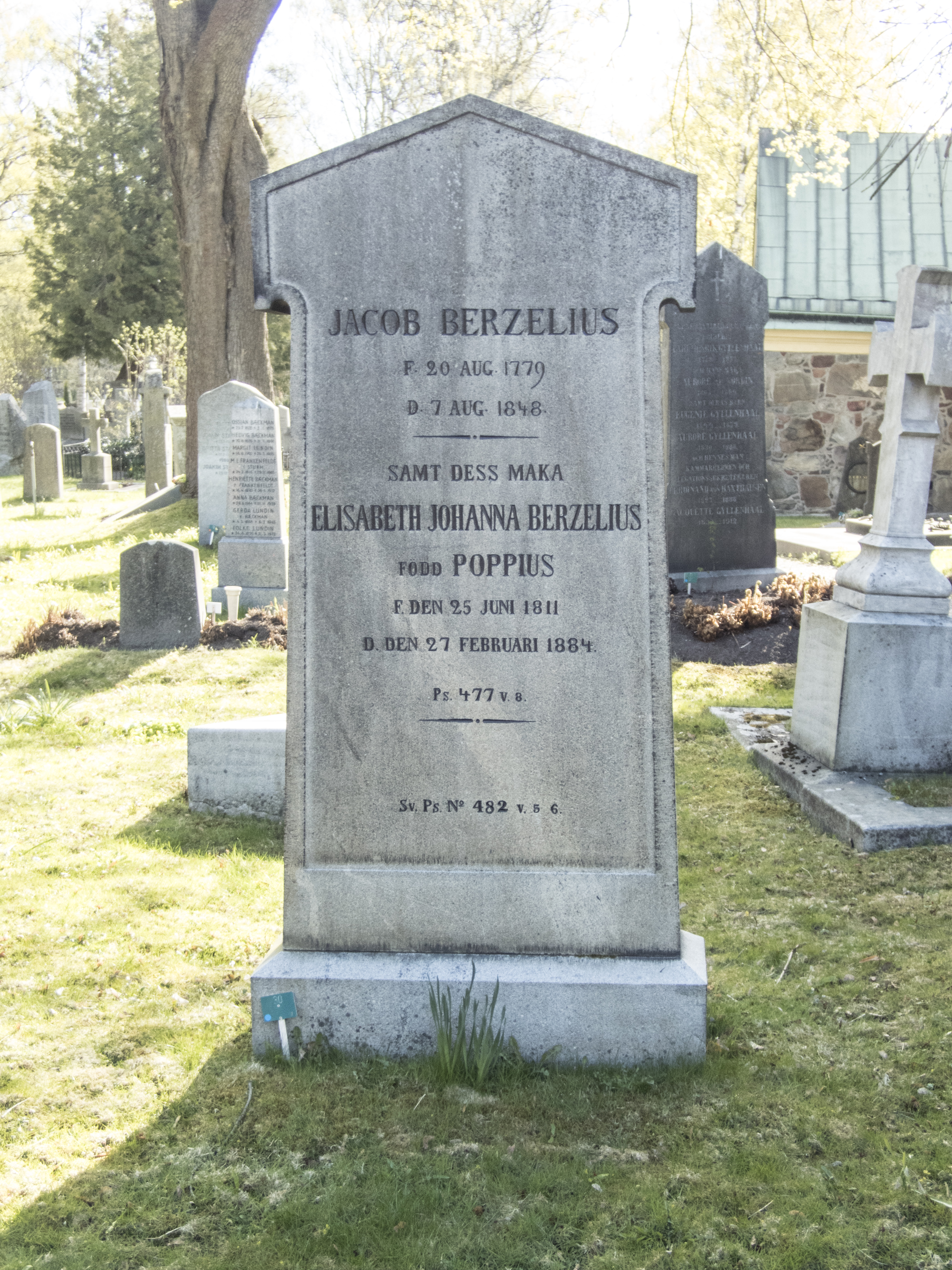
hrob Berzelia a jeho manželky v Solně

Položil základy experimentální elektrochemie a vyslovil dualistickou elektrochemickou teorii,  podle níž jsou složky molekul elektricky polarizovány a poutány k sobě elektrickými vazbami. Patří mezi objevitele katalýzy – roku 1835 zavedl označení katalyzátor pro látky s katalytickým účinkem.
Byl zastáncem vitalistické teorie (již překonané), která se zakládala na myšlence, že organické sloučeniny vznikají za přispění tzv. vis vitalis (životní síla). 
V letech 1821–1848 každoročně vydával zprávy o pokrocích fyziky a chemie. Vydal učebnici chemie, ve které shrnul aktuální vědecká poznání v oblasti chemie.
Mimo jiné se také Berzelius jako několikanásobný host západočeských lázní, kde mimo jiné poznal Goetha a jiné učence, podílel spolu s Kašparem ze Šternberka na podzemní štole vykopané do Komorní hůrky v rámci ukončení sporu mezi neptunisty a plutonisty ohledně původu hornin, ze kterých Komorní hůrka sestává. Zastával stanovisko, že Komorní hůrka je skutečnou vyhaslou sopkou. Během pobytů analyzoval minerální vody a výsledkem jeho výzkumů byly vědecké studie s názvem Výzkum minerálních vod Karlových Varů, Teplic a Kynžvartu (1822) a Zaječická hořká voda (1843). 

## Ocenění a členství

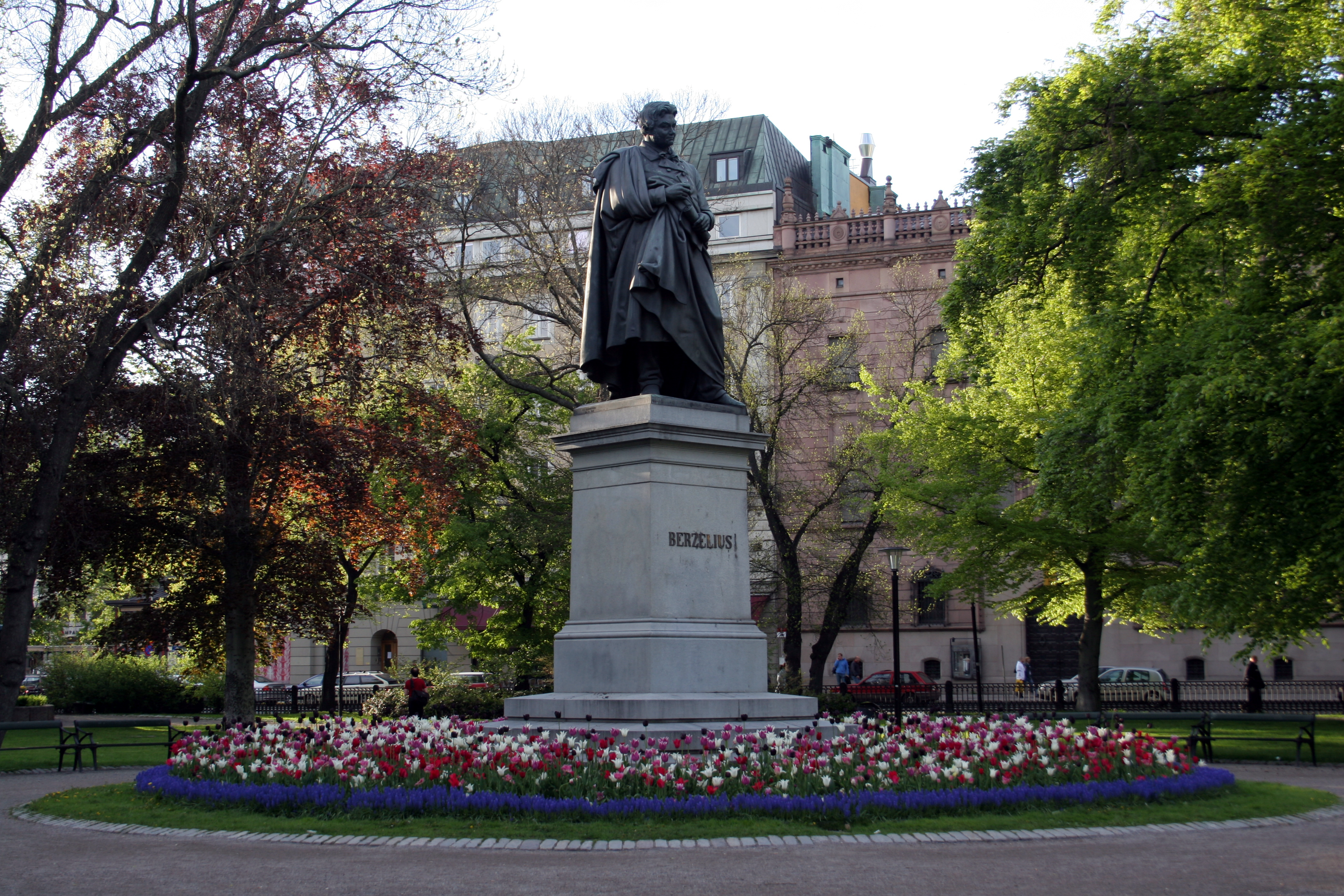
Pomník Jacoba Berzeliuse ve Stockholmu

Berzelius byl v roce 1805 přijat do zednářské lóže St. John’s Lodge St. Erik ve Stockholmu. V roce 1808 se stal členem Královské švédské akademie věd. Od roku 1819 až do své smrti byl jejím sekretářem. V roce 1813 byl přijat za „zahraničního člena“ britské Královské společnosti, která mu v roce 1836 udělila Copleyho medaili. Od roku 1812 byl členem korespondentem a od roku 1825 zahraničním členem Pruské akademie věd. V roce 1816 byl přijat do francouzské Académie des sciences. V roce 1818 se stal členem akademie Leopoldina. Bavorská akademie věd jej za svého zahraničního člena zvolila v roce 1820. V témže roce se stal i členem American Philosophical Society a také „čestným členem“ (Honorary Fellow) Royal Society of Edinburgh Od roku 1826 byl zahraničním členem göttingenské Akademie a od roku 1837 členem Švédské akademie.
V roce 1842 obdržel pruský řád „Pour le Mérite za vědu a umění“.
Jeho jméno nese měsíční kráter Berzelius a asteroid (13109) Berzelius, stejně jako minerály berzelianit a berzeliit. Pojmenován po něm byl i rod rostlin Berzelia (Mart.) z čeledi laskavcovité (Amaranthaceae).